# ! (album)
För andra betydelser, se ! (olika betydelser).
! är ett album av The Dismemberment Plan som släpptes den 2 oktober  1995 på DeSoto Records. Bandets ursprungliga trummis, Steve Cummings, spelade på detta albumet men lämnade strax efter att albumet släpptes.

## Låtlista
| Nr           | Titel                      | Längd |
| ------------ | -------------------------- | ----- |
| 1.           | Survey Says                | 2:08  |
| 2.           | The Things That Matter     | 2:25  |
| 3.           | The Small Stuff            | 3:02  |
| 4.           | OK Jokes Over              | 4:27  |
| 5.           | Soon to Be Ex Quaker       | 1:26  |
| 6.           | I'm Going to Buy You a Gun | 3:06  |
| 7.           | If I Don't Write           | 2:17  |
| 8.           | Wouldn't You Like to Know? | 4:27  |
| 9.           | 13th and Euclid            | 2:50  |
| 10.          | Fantastic!                 | 4:14  |
| 11.          | Onward, Fat Girl           | 2:46  |
| 12.          | Rusty                      | 4:29  |
| Total längd: | Total längd:               | 28:07 |

## Medverkande
Följander personer var involverade i skapandet av !:
The Dismemberment Plan
- Eric Axelson – bas
- Jason Caddell – gitarr
- Steve Cummings – trummor
- Travis Morrison – sång, gitarr

Produktion
- Andy Charneco och Don Zientara – inspelning